# Hybos taichungensis
Hybos taichungensis är en tvåvingeart som beskrevs av Yang 2006. Hybos taichungensis ingår i släktet Hybos och familjen puckeldansflugor.
Artens utbredningsområde är Taiwan. Inga underarter finns listade i Catalogue of Life.